# Тиса ФМ
Тиса FM — українська суспільна радіостанція на Закарпатті, що входить до складу Національної суспільної телерадіокомпанії України (раніше Національної телекомпанії України).

## Історія
Вперше вийшла в ефір наприкінці 2005 року в Ужгороді на частоті 103.0 МГц. 13 грудня 2006 року почалося супутникове мовлення, воно ведеться з сателіту Astra 4A (4,8°E).
2007 року радіостанція розпочала ефірне мовлення у Рахові на частоті 102.2 МГц, Міжгір’ї (106.6 МГц), Хусті (106.8 МГц), та Великому Березному (104.3 МГц). Таким чином, радіостанція мовить на 85% заселеної території Закарпаття, охоплюючи частину Львівської та Івано-Франківської областей, та в межах 50-ти кілометрової прикордонної зони в Угорщині та Словаччині.
2010 року Тиса FM почала цілодобове онлайн-мовлення на сайті.

## Опис
Тематика мовлення — музично-інформаційна, в ефірі радіо — українська музика, в активній ротації є закарпатські музиканти.
Радіостанція підтримує та ініціює міські та обласні заходи, соціальні акції та проекти.